# Xchuch
Xchuch är en ort i Mexiko.   Den ligger i kommunen Santiago el Pinar och delstaten Chiapas, i den sydöstra delen av landet, 700 km öster om huvudstaden Mexico City. Xchuch ligger 1 612 meter över havet och antalet invånare är 123.
Terrängen runt Xchuch är kuperad åt sydväst, men åt nordost är den bergig. Terrängen runt Xchuch sluttar norrut. Runt Xchuch är det ganska tätbefolkat, med 134 invånare per kvadratkilometer. Närmaste större samhälle är Bochil, 18,0 km väster om Xchuch. I omgivningarna runt Xchuch växer i huvudsak städsegrön lövskog.